# 1880 en science-fiction
| Années de la science-fiction : 1877 - 1878 - 1879 - 1880 - 1881 - 1882 - 1883    |
| Décennies de la science-fiction : 1850 - 1860 - 1870 - 1880 - 1890 - 1900 - 1910 |

L'année 1880 a connu, en matière de science-fiction, les faits suivants :

## Naissances et décès

### Naissances
- 9 décembre : Rokeya Sakhawat Hussain, autrice bengalie[1], morte en 1932.

## Parutions littéraires
- Mizora: A Prophecy par Mary E. Bradley Lane[2],[3].
- La Maison à vapeur par Jules Verne.